# Łupki ogniotrwałe
Łupki ogniotrwałe – łupki krystaliczne, kaolinitowe skały nieplastyczne (tonstein) pochodzenia metamorficznego, w których dominującym minerałem jest kaolinit. Powstały w górnym karbonie w czasie orogenezy waryscyjskiej. 
Łupki ogniotrwałe występują jako przerosty w pokładach węgla kamiennego lub w ich sąsiedztwie. 
Zastosowanie:
- materiał ogniotrwały

W Polsce występują:
- na Dolnym Śląsku w okolicach Nowej Rudy
- w niektórych kopalniach Górnośląskiego Zagłębia Węglowego